# Penicillium bilaiae
Penicillium bilaiae es una especie de hongo del suelo de la familia  Trichocomaceae que se puede utilizar como PGPM (microorganismo promotor del crecimiento vegetal).
R. Kucey identificó por primera vez que los ácidos orgánicos excretados por el microorganismo pueden solubilizar el fosfato unido al suelo.
El organismo puede vivir en simbiosis con varias especies de plantas mejorando la absorción de fosfato por la estructura de la raíz mientras se alimenta de los productos de desecho de la planta. Las poblaciones nativas del suelo a menudo son bajas y pueden aumentarse mediante la aplicación como inoculante agrícola.
El nombre de la especie bilaiae es una transcripción del científico ucraniano Prof. Vera Bilai por quien fue nombrado en 1950 por Chalabuda TV, Instituto Zabolotny de Microbiología y Virología Academia Nacional de Ciencias de Ucrania, Kiev, Ucrania. Las ortografías alternativas publicadas en la literatura son bilaji o bilaii.